# Aigurande
Aigurande este o localitate în Franța, în departamentul Indre, în regiunea Centru.
1. ↑  répertoire géographique des communes, accesat în 26 octombrie 2015
2. ↑  dataset of postal codes in France, 1 octombrie 2018